# Black Cat (manga)
Pour les articles homonymes, voir Black Cat.
Black Cat (ブラックキャット, Burakku Kyatto) est un manga de Kentaro Yabuki, adapté en anime. Il est publié dans le magazine Weekly Shōnen Jump du no 32 de 2000 au no 29 de 2004 et est compilé en vingt volumes par l'éditeur Shūeisha. La version française est éditée en intégralité chez Glénat.
Une adaptation en anime produite par le studio Gonzo est diffusé au Japon entre octobre 2005 et mars 2006 et comporte vingt-quatre épisodes. En France, l'anime est licencié par Kazé
Quatre nouvelles graphiques sont également sorties.

## Synopsis
L'histoire relate les aventures de Train Heartnet, alias le Black Cat, ex-membre des Chronos Numbers, bras armé Numéro XIII de Chronos, organisation contrôlant le tiers de l'économie mondiale. Il manie à la perfection son révolver Hades, fait d'orichalque, matériau indestructible.
Après avoir quitté les Chronos Numbers, Train s'est allié avec Sven Vollfied et est devenu un sweeper (un chasseur de primes). Ils rencontrent rapidement Rinslet (Rins), voleuse professionnelle, qui leur demande de l'aider vis-à-vis des recherches d'un parrain de la mafia sur une jeune fille et "arme biologique" créée par des nano-machines : Eve. Il va également devoir faire face à Creed Diskenth, son ancien coéquipier.

## Personnages

### Principaux
- Train Heartnet (トレイン ハートネット, torein hātonetto?) : agé de 23 ans (21 dans l'anime), il entre dans Chronos à l'âge de treize ans et reçoit le titre de "Chrono Number" à dix-sept ans, ce qui en faisait le membre le plus jeune. Il était peut-être le meilleur assassin de Chronos, faisant preuve d'une habilité sans égale au révolver. Puis il abandonne Chronos, devient un chasseur de primes et entre en lutte contre Creed après l'assassinat de son amie : Saya.
- Saya Minatsuki (サヤ ミナツキ, minatsuki saya) : cette chasseuse de prime « sauve » Black Cat de sa vie d'assassin. C'est elle qui déclenche toute l'histoire.
- Sven Vollfied (スヴェン ボルフィード, sovein borufuīdo?) : ce chasseur de primes traine un passé trouble. Il transporte toujours avec lui une mallette truffé de gadgets propres à le tirer de toute situation. Il cache sous un bandeau un œil capable de voir le futur proche. Bien que loin d'être issu d'une famille aisée, il s'évertue à suivre son "code du gentleman" même s'il est le seul à savoir de quoi il s'agit. Notez qu'il ne s'applique pas aux femmes armées.
- Eve (イヴ, ivu?) : jeune fille créée à l'aide de nanomachine comme l'arme ultime, elle a été élevée dans l'idée qu'elle était un monstre. Mais elle est avant tout un être humain et Sven l'a compris le premier. Ces nanomachines lui permettent de déformer son corps, faisant par exemple sortir des lames de ses bras. Lorsqu'elles sont excitées extérieurement, Eve perd le contrôle d'elle-même. Après avoir été recueilli par Sven, elle s'abstint de tuer sans raison, ainsi elle préféra battre ses adversaires à coups de poing (personnage repris dans To Love-ru). Elle est le clone de Tearju Lunatique, une scientifique.
- Creed Diskenth (クリード ディスケンス, kuriido disukensu?) : assassin renégat de Chronos, il a fondé les Apôtres des étoiles et tente de contrôler le monde par le biais de pouvoirs cultivés secrètement sur un autre continent. Il est fasciné par la puissance de Train et pourrait tout sacrifier pour en faire son allié. Il possède une épée faite d'énergie de Tao, invisible et dont la lame peut changer de longueur.
- Rinslet Walker (リンスレット ウォーカー, rinsuretto woka?) : belle voleuse de renommée mondiale mais c'est aussi une grande manipulatrice (aucun homme ne doit pouvoir lui résister). C'est elle qui permet à Sven de rencontrer Eve. En termes de combat, Rinslet peut se battre avec un pistolet mais est aussi très habile au fouet. Néanmoins, elle évite le plus possible les combats et préfère jouer la carte de la discrétion.

### Chrono Numbers
Au nombre de 14, ils représentent l'élite d'une organisation se nommant Chronos et ayant pour but le maintien de la paix ainsi que la stabilité de l'économie. Chaque membre se voit attribuer une arme personnelle en orichalque, matériau supposé indestructible. 
- - À sa tête le numéro 0, Willzark.
  - Numéro I : Sephiria Arks (Sephyria Axe dans l'anime). Arme : l'épée Christ.
  - Numéro II : Belze Rochefort. Arme : la lance Gungnir.
  - Numéro III : Emilio Lowe (anime).
  - Numéro IV : Kranz Maduke. Arme : le poignard vibrant Mars.
  - Numéro V : Naizer Blackheimer. Arme : les tonfas Dios Kreu. (membre de Kerberos, attaques rapprochées)
  - Numéro VI : Anubis (anime).
  - Numéro VII : Jenos Hazard (Janus dans l'anime). Arme : le gant à fils Excellion. (membre de Kerberos, attaques moyenne-distance)
  - Numéro VIII : Bardolias S. Fanghini, alias Bardol. Arme : la masse télécommandée Heimdal.
  - Numéro IX : David Pepper (anime).
  - Numéro X : Ash, tué par Creed, se voit remplacé par Lin Xiao-Li plus tard. Arme : le voile Seiren.
  - Numéro XI : Beluga J. Heard, alias Beluga. Arme : le bazooka Wolls Laguna. (membre de Kerberos, attaques longue-distance)
  - Numéro XII : Mason.
  - Numéro XIII : Train Heartnet, alias Black Cat. Arme : le revolver Hades. Il déserte les Chronos Numbers.

### Groupe de Sweepers
Ce sont les chasseurs de primes.
- River Zastree (River Zastory, dans l'anime) : il s'est imposé comme le rival de Train au sein du groupe. Ce dernier le décrit comme "tout dans les muscles, rien dans la tête". C'est quelqu'un qui se donne à fond et va jusqu'au bout des choses sinon il n'est pas satisfait. Il pratique le Garbel Commando qui permet de rivaliser avec une arme à feu à mains nues.
- Kevin McDogall (Kevin MacDougall, dans l'anime) : il n'est Sweeper que depuis sept mois mais possède depuis sa plus tendre enfance un sens aigu de la justice. Il a mis au point une technique à deux revolvers qu'il maitrise à la perfection.
- Sylphy Dearcroft (Sylphie Dearcroft, dans l'anime) : seule femme du groupe, mis à part Eve. Son père était aussi Sweeper. Il est mort dans un accident d'avion, apparemment un attentat. C'est depuis ce temps là qu'elle s'est mise à ce travail. Cela fait six ans maintenant qu'elle vit des primes. Elle excelle dans le combat rapproché (particulièrement les coups de pied).

### Apôtres de l'étoile
Il s'agit d'un groupe formé par Creed Diskenth dans le but de créer un monde qu'il contrôlerait à sa guise. Tous ses membres sont experts en Tao.
- Echidna Parass : autrefois actrice célèbre, elle rejoint les Apôtres de l'étoile par attachement envers Creed. Elle sera la seule à être épargnée par les combats lors de l'attaque du repaire des Apôtres. Elle finira même par convaincre Creed d'arrêter. Son pouvoir lui permet de créer des dimensions et ainsi effectuer des déplacements spatiaux instantanés. Elle est l’un des lieutenants de Creed.
- Doctor (‘’Docteur’’ dans l'anime) : originaire de Jipang, il aime par-dessus tout apprendre de nouvelles choses et les expériences sur des êtres vivants. Son pouvoir lui permet de créer un monde imaginaire où il peut tout contrôler. Il est celui qui a développé toute la technologie des nanomachines des Apôtres grâce aux informations prises au docteur Tearju Lunatique, la "mère" d'Eve.
- Eathes : étant un singe, il s'agit à l'origine d'une expérience sur le Tao. Il a reçu ce pouvoir de la même façon que les autres Apôtres. Son pouvoir lui permet de copier les personnes (apparence, voix, souvenirs et connaissances). En revanche, comme le précisera le Doctor, il est incapable de combiner les connaissances qu'il a "copiées".
- Shiki : originaire du "continent lointain", le berceau du Tao. C'est quelqu'un qui ne supporte pas le mépris envers le Tao et il fait tout pour que ce pouvoir soit reconnu comme le plus puissant. Son pouvoir lui permet de matérialiser des insectes qu'il contrôle selon sa volonté.
- Kyōko Kirisaki (キョウコ キリサキ, kirisaki kyouko?) : jeune lycéenne énergique et volubile servant indirectement Creed, elle a un coup de foudre pour Black Cat et abandonne les Apôtres pour ne pas avoir à l'affronter. Elle est capable de cracher des flammes (personnage repris dans To Love-ru).
- Charden Flamberg (シャルデン フランベルク, sharuden furanberuku?) : jeune homme servant Creed indirectement. Grâce au Tao, il peut contrôler son sang et s'en servir pour tuer. Il abandonne Creed après avoir vu l'étendue de sa folie. Kyōko le suivra, puis il se séparera d'elle pour combattre Chronos.
- Maro : originaire lui aussi du "continent lointain", son pouvoir lui permet de manipuler la gravité.
- Leon Elliott : cet enfant ne supporte pas d'être sous-estimé malgré son âge (il traite souvent les adultes d'idiots à ce sujet), et il développe un certain complexe envers les filles plus fortes que lui (Eve). Son pouvoir lui permet de manipuler le vent.
- Preta Ghoul : ancien tueur en série, et avant cela prêtre dans une secte, il a l'allure d'un extra-terrestre. Son pouvoir lui permet de faire pourrir tout ce qu'il touche.
- Deak Slathky : ancien tueur, il tuait les femmes qui lui plaisaient avant de les congeler. Son pouvoir lui permet de manipuler la glace.
- Duram Glaster : ancien criminel, les apôtres l'ont fait s'évader pour grossir leurs rangs. Son pouvoir lui permet de tirer des balles de Ki via une arme quelconque. Il affrontera Train et se fera tuer par Creed après sa défaite.
- La brigade des Poulpes : c'est le nom que Train a donné aux hommes de main des Apôtres. Ils n'utilisent pas le Tao mais sont surentrainés au combat et possède une armure ultra-résistante.

## Liste des volumes
1. L'Homme qu'on appelait le chat noir
2. Creed
3. Ce que l'on peut faire en tant qu'êtres vivants
4. Le fiancé d'un jour
5. Les feux de la révolution
6. Le prix du bonheur
7. L'heure de la vengeance
8. L'intrusion de Kerberos
9. La bataille du vieux château
10. Transfo, et puis…
11. La promesse
12. New weapon
13. Mon meilleur ami
14. Formation de la ligue
15. Le combat d'Ève
16. La vérité sur le "Tao"
17. Foncez !!!
18. Guidés par la lumière
19. Comme un vrai nettoyeur
20. Vers un lendemain libre et insouciant

## Anime

### Fiche technique
- Réalisateur : Shin Itagaki
- Character designer : Yukiko Akiyama
- Diffusé sur TBS, BS-i, CBC, MBS
- Première diffusion sur TBS du 6 octobre 2005 au 30 mars 2006
- Produit entre autres par TBS
- Animation par : Gonzo
- Licence francophone : Kazé
- Traduction : David Nachtergaële

### Doublage
| Personnages      | Voix japonaises                          | Voix françaises                            |
| ---------------- | ---------------------------------------- | ------------------------------------------ |
| Train Heartnet   | Takashi Kondō / Minami Takayama (enfant) | Philippe Allard / Carole Baillien (enfant) |
| Saya Minatsuki   | Megumi Toyoguchi                         | Raphaëlle Bruneau                          |
| Sven Volfied     | Keiji Fujiwara                           | Jean-Michel Vovk                           |
| Eve              | Misato Fukuen                            | Fanny Roy                                  |
| Creed Diskenth   | Shinichiro Miki                          | Sébastien Hebrant                          |
| Rinslet Walker   | Yukana                                   | Marielle Ostrowski                         |
| Belze Rochefort  | Hideyuki Hori                            | Alexandre Crépet                           |
| Sephiria Arks    | Kikuko Inoue                             | Colette Sodoyez                            |
| Lin Xiao-Li      | Mitsuki Saiga                            | Bernadette Mouzon                          |
| Jenos Hazard     | Takahiro Sakurai                         | Gaëtan Wiernik                             |
| Charden Flamberg | Shō Hayami                               | Frédéric Meaux                             |
| Kyōko Kirisaki   | Chiemi Chiba                             | Maia Baran                                 |
| Echidna Parass   | Atsuko Tanaka                            | Colette Sodoyez                            |
| Leon Elliott     | Junko Minagawa                           | Gauthier de Fauconval                      |
| Tania            | Tomoe Hanba                              | Mélanie Dermont                            |
| Woodney          | Bon Ishihara                             | Alain Eloy                                 |
| Zagine Axeloake  | Katsuyuki Konishi                        | Pierre Bodson                              |
| Adam             | Kikuko Inoue                             | Alessandro Bevilacqua                      |

### OST
- Konoyo no Uta
- Katarare Zaru Mono no Densetsu
- Kuroki Neko
- Gekkou
- Si, tu sei diverso
- ACCETAMI
- Shi wo Kizamu Byoushin
- Futten
- White Jacket
- Furueru Kokoro
- Bounty Hunter
- Gureigu Yard
- Hungry Kitchen
- Yajuu no Chi
- Kinji Rareta Kioku
- Tsumeato
- Yoru Sou
- Red Zone
- Genzai
- Toranpu

#### Daia no Hana (Opening)
- Titre original : ダイアの花
- Composition, paroles et chant : Yoriko
- Arrangement : DAITA

#### Namidaboshi (Ending 1)
- Titre original : ナミダボシ
- Pour les épisodes 1 à 12
- Chant : PUPPYPET

#### Kutsuzure (Ending 2)
- Pour les épisodes 13 à 24
- Musique, parole et chant : Ryōji Matsuda
- Arrangement : Dive-E Productions

## Produits dérivés

### Jeu vidéo
Train et ses amis apparaissent dans les cross-over Jump Super Stars et Jump Ultimate Stars sorti sur Nintendo DS en 2006.